# 多岐川恭
多岐川 恭（たきがわ きょう、1920年1月7日 - 1994年12月31日）は、日本の小説家・推理作家。本名、松尾 舜吉。
本格推理からSF、時代ミステリーまで、多数の作品を発表した。また「ゆっくり雨太郎捕物控」などの時代小説もある。
また、代表となって若手探偵作家の親睦団体の「他殺クラブ」を結成した。メンバーには河野典生、樹下太郎、佐野洋、竹村直伸、星新一、水上勉、結城昌治らがいた。のちに、笹沢左保、大藪春彦、新章文子、都筑道夫、高橋泰邦、三好徹、生島治郎、梶山季之、戸川昌子、佐賀潜らが参加した。
推理作家や推理小説の挿絵を描いていた画家によるゴルフ同好会「蟻這会」（アリバイかい）を主宰していた。

## 経歴
福岡県八幡市（現・北九州市）生まれ。従兄に戸川幸夫がいる。
旧制第七高等学校を卒業し、東京帝国大学経済学部在学中の1944年に召集を受ける。東京帝国大学経済学部卒業。
戦後、横浜正金銀行の東京本店（現在の東京銀行、後の三菱UFJ銀行）に入行するが、食糧事情を理由に門司支店に転任。一時小説家を目指し退職するも、毎日新聞西部本社に再就職する。
資料課の後に報道部に異動。激務のため転勤を願い出て、小説を書く時間を得た。
毎日新聞社に勤務する中、白家太郎（しらが たろう）の筆名で小説を書く。
白家太郎の筆名で『宝石』に応募し） 1954年に「みかん山」が佳作入選し、デビュー。1956年に再び短編懸賞に応募し、「落ちる」「黄色い道しるべ」がそれぞれ2位と佳作に入選。1958年には河出書房の「探偵小説名作全集」の別巻として公募された新人の書き下ろし長編に「氷柱」を投じ、次席入選した。しかし同書房が破綻し、第一席入選の仁木悦子『猫は知っていた』は江戸川乱歩賞にまわされたが、「氷柱」の刊行は同書房の復活まで延期され、1958年に多岐川恭の筆名で刊行された。
同年『濡れた心』で江戸川乱歩賞、さらに短編集『落ちる』で直木賞を受賞（ただし実際に選考対象となったのは「落ちる」「ある脅迫」「笑う男」の3短編）。
1961年には『変身島風物誌』『お茶とプール』『人でなしの遍歴』など8長編を発表。出島を密室に見立てた時代ミステリー『異郷の帆』や、冷凍睡眠で未来にやってきた検事が活躍するSFミステリー『イブの時代』もこの年の作。また時代小説にも手を染め、1969年より「ゆっくり雨太郎捕物控」を連載（ - 1975年）。その後も『墓場への持参金』（1965年）、『宿命と雷雨』（1967年）、『的の男』（1978年）、『おやじに捧げる葬送曲』（1984年）などの推理小説があるが、もっぱら時代小説が中心であった。
1994年に「レトロ館の殺意」を連載、完結後に脳梗塞のため12月31日に死去した。

## 受賞・受章歴
- 1958年 - 『濡れた心』で第4回江戸川乱歩賞[5]、『落ちる』で第40回直木賞
- 1989年 - 紫綬褒章受章

## 著書

### 長編
- 『氷柱』（河出書房新社） 1958、のち春陽文庫、講談社文庫、創元推理文庫
- 『濡れた心』（講談社） 1958、のち文庫
- 『虹が消える』（河出書房新社） 1959、のち改題『残酷な報酬』（徳間文庫）
- 『私の愛した悪党』（講談社） 1960
- 『静かな教授』（河出書房新社） 1960、のち改題『恐怖の戯れ』（徳間文庫）
- 『変人島風物誌』（桃源社） 1961、のち創元推理文庫
- 『仮面と衣装』（浪速書房） 1961
- 『影あるロンド』（講談社） 1961
- 『異郷の帆 オランダ屋敷殺人事件』（新潮社） 1961、のち講談社文庫
- 『人でなしの遍歴』（東都書房） 1961、のち創元推理文庫
- 『お茶とプール 完全殺人事件』（角川書店、角川小説新書） 1961
- 『イブの時代』（中央公論社） 1961
  - 『イブの時代』（日本文華社・新書） 1966、のち早川文庫
- 『絶壁』（毎日新聞社） 1961
- 『孤独な共犯者』（ケイブンシャ文庫）
- 『吸われざる唇』（講談社） 1962
- 『牝』（東京文芸社） 1962
  - 『めす』（東京文芸社） 1965
- 『処刑』（宝石社） 1962
- 『樹の中の声』（東都書房） 1962
- 『乳色の暦』（桃源社） 1963
- 『みれんな刑事』（講談社） 1964
- 『甘いホテル』（講談社） 1964
- 『悪魔の賭け』（東方社） 1964
- 『消せない女』（講談社） 1965、のち光文社文庫
- 『墓場への持参金』（光文社、カッパノベルス） 1965、のち文庫
- 『売り出す』（東京文芸社） 1966
- 『宿命と雷雨』（読売新聞社） 1967、のち光文社文庫
- 『ふところの牝』（東京文芸社） 1967、のち光文社文庫
- 『消えた日曜日』（桃源社） 1971、のち光文社文庫
- 『男は寒い夢を見る』（桃源社） 1972、のち光文社文庫
- 『しくじった償い』（桃源社） 1975
- 『血の匂い』（桃源社、ポピュラー・ブックス） 1975
- 『殺人ゲーム』（ワールドフォトプレス） 1975
- 『道化たちの退場』（講談社） 1977.5
- 『紅い蜃気楼』（徳間書店） 1978.7、のち文庫
- 『的の男』（実業之日本社） 1978.7、のち徳間文庫 - 1979年に「標的」としてテレビドラマ化
- 『怖い依頼人』（桃園書房） 1978.9
- 『共犯者は一度会えばいい』（実業之日本社） 1984.6
- 『京都で消えた女』（講談社ノベルス） 1984.7、のち文庫
- 『おやじに捧げる葬送曲 億万長者殺人事件』（講談社ノベルス） 1984.11
- 『地獄のカレンダー』（実業之日本社、Joy novels） 1985.11
- 『私の愛した悪党』（講談社文庫） 1985.9
- 『血の色の喜劇』（桃園文庫） 1986.1
- 『霧子、閃く!』（勁文社ノベルス） 1986.2
- 『長崎で消えた女』（講談社ノベルス） 1987.3、のち文庫
- 『仙台で消えた女』（講談社ノベルス） 1988.7、のち文庫
- 『レトロ館の殺意』（新潮社） 1995

### 短編集
- 『落ちる』（河出書房新社） 1958、のち春陽文庫、徳間文庫、創元推理文庫

「落ちる」「猫」「ヒーローの死」「ある脅迫」「笑う男」「私は死んでいる」「かわいい女」
- 『黒い木の葉』（河出書房新社） 1959、のち春陽文庫

「みかん山」「黄いろい道しるべ」「澄んだ目」「黒い木の葉」「ライバル」「おれは死なない」「雲がくれ観音」
- 『好色な窓』（講談社） 1959

「好色な窓」「知らなかった目撃者」「御報告申しあげます」「死者は鏡の中に住む」「古い毒」
- 『死体の喜劇』（新潮社） 1960

「井戸のある家」「きずな」「二夜の女」「チューバを吹く男」「奇妙なさすらい」「わるい日」「死体の喜劇」
- 『悪人の眺め』（角川小説新書） 1961

「悪人の眺め」「罪ある追憶」「二夜の女」「死が追ってくる」「アリバイがいっぱい」
- 『手の上の情事』（東都書房） 1961

「情事は場所を変える」「二階の他人」「網の中」「草の中の女」「処女と哲学者」「あたしは眠い」「一人が残る」
- 『おとなしい妻』（新潮社） 1961

「おとなしい妻」「蝶」「殺意」「はるかな空の祭り」「あいつを殺して」「春の水浴」、コミック三編
- 『指先の女』（桃源社） 1961

「あつい部屋」「餌」「路傍」「吉凶」「峠の死体」「指先の女」「雷雨」
- 『夜の装置』（講談社） 1963
- 『愛憎の接点』（東方社） 1963
- 『好都合な死体』（東京文芸社） 1963
- 『無頼の十字路』（桃源社） 1967
- 『老いた悪魔』（桃源社） 1969
- 『殺人者はいない』（桃源社） 1969
- 『女のいる迷路』（桃源社） 1969
- 『非情階段』（桃源社） 1969
- 『殺意の海』（日本文華社・新書） 1969
- 『詐謀の城砦』（日本文華社・新書） 1970
- 『悪女の挨拶』（桃源社） 1970
- 『牝の感触』（桃源社） 1970
- 『乱れた関係』（桃源社） 1972
- 『残された女』（桃源社） 1972
- 『捕獲された男』（桃源社） 1973
- 『女たちの夜』（桃源社） 1974
- 『13人の殺人者』（講談社） 1978.10
- 『微笑する悪魔』（光風社ノベルス） 1984.8

「地獄へ行け」「歯ぎしり」「微笑する悪魔」「柔らかい唇」「靴を脱いだ女」「振り放し」「負け犬にねぐらはない」「窓の死神」
- 『昼下がりの殺人』（光風社出版、多岐川恭ミステリーランド 1） 1991.5
- 『殺意を砥ぐ』（光風社出版、多岐川恭ミステリーランド 2） 1991.8
- 『罠を抜ける』（光風社出版、多岐川恭ミステリーランド 3） 1992.3
- 『夢魔の寝床』（光文社文庫)  1992.3

「夢魔の寝床」「大坂城の女」「長い賭け」「駕籠の中」「伊達くらべ元禄の豪商」「二人の彰義隊」「好機を逸す」「ある憂国者の失敗」
- 『不運な死体』（光風社出版、多岐川恭ミステリーランド 4） 1992.7

### 時代小説
- 『女人用心帖』（桃源社） 1962、のち徳間文庫
- 『五右衛門処刑』（桃源社） 1963、のち徳間文庫
- 『明暦群盗図』（桃源社） 1965、のち徳間文庫
- 『異端の三河武士』（人物往来社） 1967、のち改題『叛臣』（光文社文庫）
- 『小説 江戸の犯科帳』（人物往来社） 1968、のち改題『江戸犯科帖』（徳間文庫）
- 『江戸悪人帖』（桃源社） 1968、のち双葉文庫、徳間文庫
- 『江戸三尺の空』（東京文芸社） 1968、のち大陸文庫、新潮文庫
- 『無頼の残光』（桃源社） 1969、のち改題『駆落ち』（光文社文庫）
- 『柳生の剣』（新人物往来社） 1971、のち徳間文庫
- 『姉小路卿暗殺』（講談社） 1971
- 『江戸智能犯』（桃源社） 1971、のち大陸文庫、のち改題『べらんめえ侍』（光文社文庫）
- 『深川売女宿』（桃源社） 1972、のち改題『出戻り侍』（光文社文庫）
- 『元禄葵秘聞』（講談社） 1972、のち徳間文庫
- 『目明しやくざ』（桃源社） 1973、のち光文社文庫、徳間文庫
- 『練塀小路のやつら』（講談社） 1973、のち改題『練塀小路の悪党ども』（新潮文庫）、徳間文庫
- 『色仕掛 闇の絵草紙』（新潮社） 1975、のち文庫、徳間文庫
- 『江戸妖花帖』（桃源社） 1975、のち光文社文庫、徳間文庫
- 『馳けろ雑兵 御先祖様功名記』（桃源社） 1975、のち光文社文庫
- 『お江戸探索御用』（桃源社） 1976、のち徳間文庫
- 『開化回り舞台』（双葉新書、ポピュラー・ブックス） 1977.4、のち改題『開化怪盗団』（光文社文庫）
- 『用心棒』（新潮社） 1978.11、のち文庫、徳間文庫
- 『肌に覚えが 富太郎捕物ばなし』（桃園書房） 1980.3
- 『色あそび お丹浮寝旅』（サンケイ出版） 1980.5、のち光文社文庫
- 『鼠小僧の冒険』（双葉社） 1981.6、のち改題『鼠小僧盗み草紙』（新潮文庫）、徳間文庫
- 『岡っ引無宿』（講談社） 1981.10、のち徳間文庫、光文社文庫
- 『武田軍団壊滅』（成美堂出版） 1981.12、のち改題『武田騎兵団玉砕す』（光文社文庫）
- 『飼われた男 お夏太吉捕物控』（実業之日本社） 1982.3、のち改題『お夏太吉捕物控』（徳間文庫）
- 『後家ごろし 四方吉捕物控』（光風社出版） 1982.8、のち『四方吉捕物控』1 - 4（徳間文庫）
- 『毒のある女 四方吉捕物控』（光風社出版） 1982.9
- 『暗闇草紙』（講談社） 1982.5、のち新潮文庫
- 『首打人左源太』（双葉社） 1983.12、のち文庫、のち改題『首打人左源太事件帖』（徳間文庫）
- 『追われて中仙道』（光風社出版） 1984.3、のち大陸文庫、新潮文庫
- 『偽りの刑場』（双葉ノベルス） 1985.9、のち改題文庫化『首打人・偽りの刑場』文庫、のち原題で徳間文庫
- 『闇与力女秘帖』（講談社） 1985.7、のち徳間文庫、光文社文庫
- 『片手斬り同心 首打人左源太』（双葉ノベルス） 1987.2、のち文庫、徳間文庫
- 『晴れ曇り八丁堀』（双葉社） 1989.4、のち文庫、のち改題『かどわかし』（徳間文庫）
- 『お江戸捕物絵図』（光風社出版） 1989.2、のち改題『闇十手』『鬼十手』（祥伝社、ノン・ポシェット）
- 『江戸の一夜』（光風社出版） 1989.11、のち新潮文庫
- 『春色天保政談』（新潮社） 1990.6、のち文庫、徳間文庫
- 『深川あぶな絵地獄』（新潮文庫） 1990.7、のち徳間文庫
- 『悪の絵草紙』（講談社） 1975、のち徳間文庫
- 『居座り侍』（光文社文庫） 1990
- 『紅屋お乱捕物秘帖』（双葉社） 1991.9、のち文庫、徳間文庫
- 『落花の人 日本史の人物たち』（光風社出版） 1991.11
- 『心中くずし 紅屋お乱捕物秘帖』（双葉社） 1992.5、のち文庫、徳間文庫
- 『ご破算侍』（光文社文庫) 1993.5
- 『江戸の敵』（光風社出版） 1994.6、のち新潮文庫、徳間文庫
- 『情なしお源金貸し捕物帖』（双葉社） 1994.1、のち文庫、徳間文庫

#### 「ゆっくり雨太郎捕物控」
- 『ゆっくり雨太郎捕物控』（新潮社） 1968、のち春陽文庫、徳間文庫（1 - 6）、講談社時代小説文庫
- 『雨太郎無頼帖』（桃源社） 1969
- 『悪い連中 ゆっくり雨太郎捕物控』（新潮社） 1973
- 『魔性 ゆっくり雨太郎捕物控』（新潮社） 1975
- 『蔦屋の心中 ゆっくり雨太郎捕物控』（光風社出版） 1980.11
- 『二人の浪人 ゆっくり雨太郎捕物控』（光風社出版） 1981.7
- 『犬を飼う侍 ゆっくり雨太郎捕物控』（光風社出版） 1981.10
- 『からくり茶屋 ゆっくり雨太郎捕物控』（光風社出版） 1982.1
- 『人形屋お仙 ゆっくり雨太郎捕物控』（光風社出版） 1982.4
- 『天狗の使い ゆっくり雨太郎捕物控』（光風社出版） 1982.6
- 『狙われる奴 ゆっくり雨太郎捕物控』（光風社出版） 1982.7

### 随筆
- 『兵隊・青春・女』（七曜社） 1962